# Johann Narhammer
Johann Narhammer (auch: Narhamer, Nahrhammer; * 21. Januar 1549 in Mühlberg (Elbe); † 31. Dezember 1593 in Bautzen) war ein deutscher evangelischer Theologe.

## Leben
Der Sohn des Diakons in Mühlberg D. Johann Narhammer hatte die Schule in Dresden besucht und weitere Ausbildungen im österreichischen Salzburg erhalten. Sein Vater sorgte dafür, dass er am 16. Oktober 1556 an der Universität Wittenberg ein Studium begann, wo er sich am 5. März 1573 den akademischen Grad eines Magisters erwarb. Nachdem er seinem Vater als Substitut zugeteilt wurde, ging er 1574 als Pfarrer nach Wachau (Sachsen), 1585 wurde er Pfarrer in Altenberg und 1591, aufgrund der schwelenden theologischen Auseinandersetzung in Sachsen, Pastor in Bautzen. Als er einen Schwächeanfall bei einer Bestattung erlitten hatte, starb er plötzlich. Sein Leichnam wurde am 2. Januar 1594 in der Dom und Pfarrkirche in Bautzen beigesetzt.
Aus seiner um 1573 geschlossenen Ehe ist der Sohn Christian Narhammer (* 1574 in Wachau; † 14. September 1607 in Lommatzsch) bekannt, der ebenfalls Theologe wurde.